# Onthophagus unidens
Onthophagus unidens là một loài bọ cánh cứng trong họ Bọ hung (Scarabaeidae).